# Duc de Beaumont
Pour les articles homonymes, voir Tingry.
Le titre de duc de Beaumont est créé en 1765 par Louis XV au bénéfice de Charles de Montmorency-Luxembourg, déjà comte de Beaumont depuis 1746. Il fait référence à la commune de Beaumont-du-Gâtinais, aujourd'hui située dans le département de Seine-et-Marne. La paroisse s'est aussi appelée Beaumont-le Bois.

## Histoire
Les premiers documents sur la terre de Beaumont, petite bourgade du Gâtinais aux portes de l'Île-de-France, datent du XIe siècle. La seigneurie est alors tenue par la famille de Beaumont, qui donne plusieurs dignitaires à la Couronne.
Vers la fin du XVe siècle, la seigneurie passe à la famille de Chabannes. À la suite d'une transaction entre Jean de Chabannes, fils d'Antoine de Chabannes, et les héritiers de Jacques Cœur, la seigneurie revient à Germaine Cœur, sa petite-fille. Cette dernière épouse Louis de Harlay en 1493, issu de la robe et chevalier du guet de Paris. Beaumont entre alors dans la famille de Harlay.
Achille de Harlay, premier président du parlement de Paris, se distingue lors de la journée des barricades le 12 mai 1588 par sa fermeté face aux ligueurs. Pour le récompenser, Henri IV érige en 1599 la seigneurie de Beaumont en comté. C'est à cette époque qu'est élevée la halle. L'embellissement et l'agrandissement du château sont effectués par Achille III de Harlay, quatrième comte de Beaumont. Sa petite-fille épouse Christian de Montmorency-Luxembourg en 1711.
Le comté de Beaumont se transmet par alliance à la famille de Montmorency, qui utilise par courtoisie le titre de comte de Beaumont. La terre de Beaumont est finalement érigée en duché par brevet de Louis XV le 7 février 1765. Le duché de Beaumont est constitué à partir de l'ancien comté de Beaumont et des localités de Boësses, Auxy, Bromeilles, Desmonts, Egry, Échilleuses et Gaubertin. Le bénéficiaire est Charles de Montmorency-Luxembourg, fils aîné de Christian de Montmorency-Luxembourg. C'est un titre de duc simple, sans pairie.
À la Révolution, le duc émigre et le domaine est vendu comme bien national ; le château est détruit en grande partie. Le titre de duc de Beaumont continue de se transmettre dans la famille de Montmorency jusqu'à la mort de son dernier représentant mâle, Joseph de Montmorency-Beaumont, en 1878.

## Titulaires

### Comtes de Beaumont
- Achille Ier de Harlay (1536-1616), fils de Christophe Ier de Harlay ;
- Christophe II de Harlay (en) (1570-1615), fils du précédent ;
- Achille II de Harlay (de) (1606-1671), fils du précédent ;
- Achille III de Harlay (1639-1712), fils du précédent ;
- Achille IV de Harlay (1668-1717), fils du précédent ;
- Madeleine de Harlay (1694-1749), fille du précédent, épouse en 1711 Christian de Montmorency-Luxembourg ;
- Charles de Montmorency-Luxembourg (1713-1787), fils des précédents.

### Ducs de Beaumont
- Charles de Montmorency-Luxembourg (es) (1713-1787), duc en 1765 ;
- Christian II de Montmorency-Luxembourg (1767-1821), fils du précédent ;
- Joseph de Montmorency-Luxembourg (1802-1878), fils du précédent.

### Articles liés
- Maison de Montmorency
- Duc de Piney
- Prince de Tingry